# Mesnerhaus (Babenhausen)

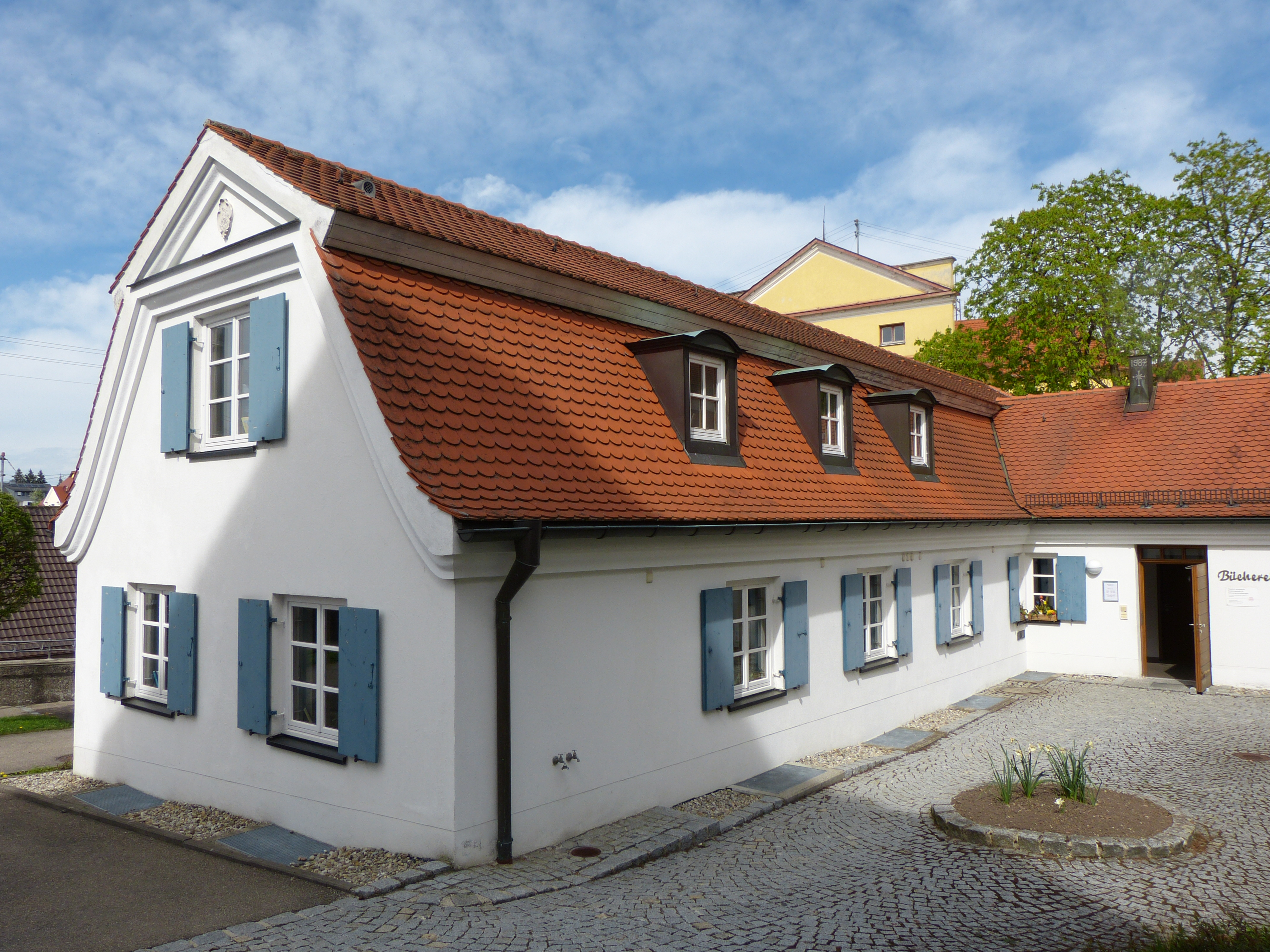
Ehemaliges Mesnerhaus in Babenhausen

Das ehemalige Mesnerhaus wurde in der zweiten Hälfte des 18. Jahrhunderts errichtet und steht unter Denkmalschutz. Es befindet sich nordwestlich des Schlosses Babenhausen und der Kirche St. Andreas im schwäbischen Babenhausen im Landkreis Unterallgäu (Bayern). Das erdgeschossige Haus besitzt ein profiliertes Traufgesims sowie ein Mansardsatteldach mit hölzernem, profiliertem Dachgesims, das an der östlichen Giebelseite fortgeführt wird. Seit 1988 ist im Gebäude die örtliche Bücherei untergebracht.